# 二村淳子
二村 淳子（にむら じゅんこ、1970年 - ）は、日本の美術史家、エッセイスト、翻訳家。白百合女子大学准教授。専門は、東アジア・フランス語圏近代文化。20世紀初頭にフランスで活躍していた東アジアの画家たちの作品を研究。
筆名ににむら じゅんこ。

## 人物・来歴
静岡県生まれ。本名・二村淳子Barouh。
1992年成城大学文芸学部卒、パリ第4大学の美術史学科に学んだ後、パリで雑誌『ぽぽころー』、レコードショップ『BIMBO TOWER』、レーベル『POPO』を創設。
雑誌『ソトコト』欧州特派員。2004年から上海に住む。
2007年東京大学大学院総合文化研究科比較文学比較文化修士課程に入学、博士課程中退。
2019年「「安南藝術」からベトナム美術へ - フランス統治下の半世紀」で学術博士。
2016年鹿児島大学講師、2021年白百合女子大学准教授。2024年関西学院大学教授。

## 著書
- 『「ねこ式」フランス語会話』（ハミル・アキ作画、三修社） 2000
- 『フランス語で綴るグリーティングカード』（ハミル・アキ作画、三修社） 2000
- 『お花に添えるフランス語』（ハミル・アキ画、三修社） 2001
- 『しぐさで伝えるフランス語』（ハミル・アキ作画、三修社） 2001
- 『おいしいフランス語』（ハミル・アキ作画、三修社） 2002
- 『「ねこ式」イタリア語会話』（ハミル・アキ画、三修社） 2002
- 『「いぬ式」英会話』（ハミル・アキ作画、三修社） 2003
- 『Avec ma maman 子どもと行くパリの旅案内』（リトルモア） 2005
- 『パリで出会ったエスニック料理』（木楽舎） 2006
- 『フレンチ上海 東洋のパリを訪ねる』（菊地和男写真、平凡社、コロナ・ブックス） 2006
- 『手わざが光るモロッコ暮らし』（Gilles Raynaldyと写真、エクスナレッジ、世界の『あたり前の家』） 2007
- 『ふだん着のパリ住まい』（Gilles Raynaldyと写真、エクスナレッジ、世界の『あたり前の家』） 2007
- 『かわいいモロッコ 雑貨と暮らし』（ピエ・ブックス） 2008
- 『クスクスの謎 人と人をつなげる粒パスタの魅力』（平凡社新書） 2012

（以上・にむらじゅんこ名義）
- 『ベトナム近代美術史 フランス支配下の半世紀』（原書房） 2021.7
- 『常玉 = SANYU モンパルナスの華人画家 1895-1966』（編著、亜紀書房） 2018.7

### 共著
- 『パリを遊びつくせ! お店・雑誌・レーベルを作った体験的カルチャーシーン潜入記』（石橋美砂共著、原書房） 2000

## 翻訳
- 『フランス式クリスマス・プレゼント』（ジョゼ・ピエール, ピエール・ブルジャット、大磯仁志共訳、水声社） 2000
- 『Fetish mode』（アニエス・ジアール取材と文、ワイレア出版、ミリオンムック） 2003
- 『アマン・マニュアル 愛人をつくるための贅沢な理由』（リリー・ギュリヴェール、木楽舎） 2003
- 『エロティック・ジャポン』（アニエス・ジアール、河出書房新社） 2010
- 『ジャスト・キッズ』（パティ・スミス、小林薫共訳、アップリンク） 2012

## 論文
- <二村淳子